# Nicolò Spinola

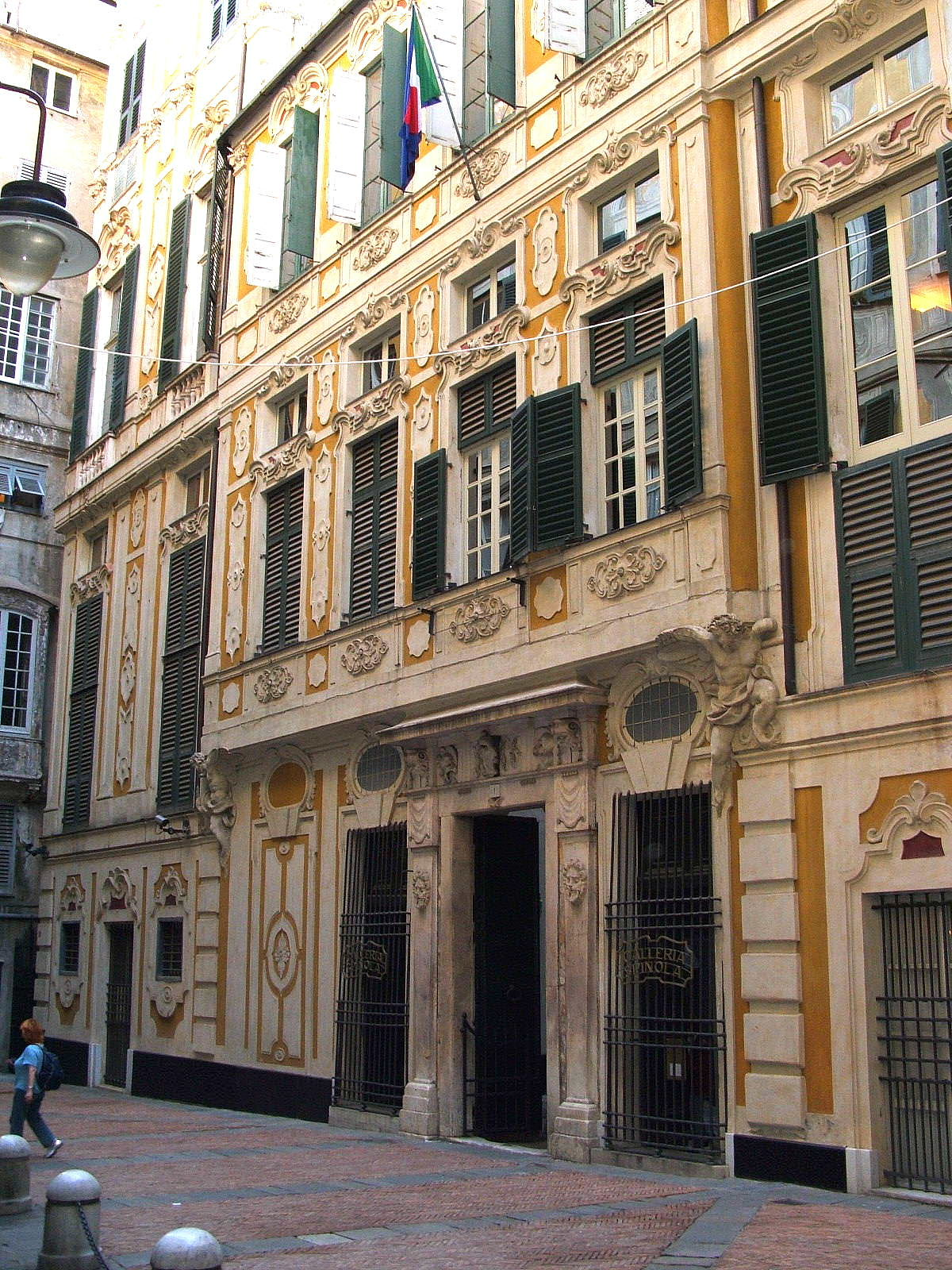
Palazzo Spinola w Pellicceria (Genua)

Nicolò Spinola (ur. 1678, zm. 1743) – polityk genueński.
Pochodził z najbogatszego rodu Republiki Genueńskiej. Jego ojcem był Francesco Maria Spinola.
Przez okres od 16 lutego 1740 do 16 lutego 1742 roku pełnił urząd doży Genui.
Podczas jego rządów zdarzył się przykry incydent. Wróg Genui i protektor piratów śródziemnomorskich bej Tunisu przejął kontrolę nad wyspą Tabarca, należącą do geueńskiego rodu Lomellini, czyniąc z mieszkańców wyspy niewolników, z których większość była rodowitymi Genueńczykami.
Nicolò Spinola mianował Carlo Goldo konsulem generalnym interesów genueńskim w Republice Weneckiej.